# Penthouse
Penthouse är en herrtidning av pornografisk karaktär, grundad i Storbritannien 1965. Sedan 1969 publiceras den i USA, och ägare sedan 2018 är det tjeckiska holdingbolaget WGCZ.

## Historik
Tidningen grundades 1965 i Storbritannien av Bob Guccione, en amerikan som fyra år senare (med septembernumret 1969) lät flytta den huvudsakliga verksamheten till USA.
Sedan 2016 gavs tidningen ut av ägarbolaget Penthouse Global Media Inc, efter ett utköp från den tidigare ägaren (Guccione avled 2010). Det nya bolaget gjofde dock köpet med lånade pengar.
Under 2010-talet minskade dock lönsamheten för ägarbolaget, som i likhet med all tidningsbaserade pornografiska bolag utsattes för hård konkurrens från gratissajter typ Pornhub och XVideos. 2018 ställde man därför in betalningarna, och efter en konkursauktion köptes tillgångarna av det tjeckiska holdingbolaget WGCZ – ägare till XVideos och ett antal andra bolag i branschen.
Vid WGCZ:s köp hade Penthouse 30 anställda och en årlig omsättning på cirka 10 miljoner US-dollar. I köpet ingick material från mer än 50 års av tidningsproduktioner, liksom varumärken och licensavtal. Bolaget är inblandat i flera betal-TV-kanaler, vilket på senare år stått för ungefär halva omsättningen. Dessutom kontrollerade bolaget utgivningsrättigheter för över 1200 filmer, inklusive den kontroversiella filmen Caligula från 1979.

## Innehåll

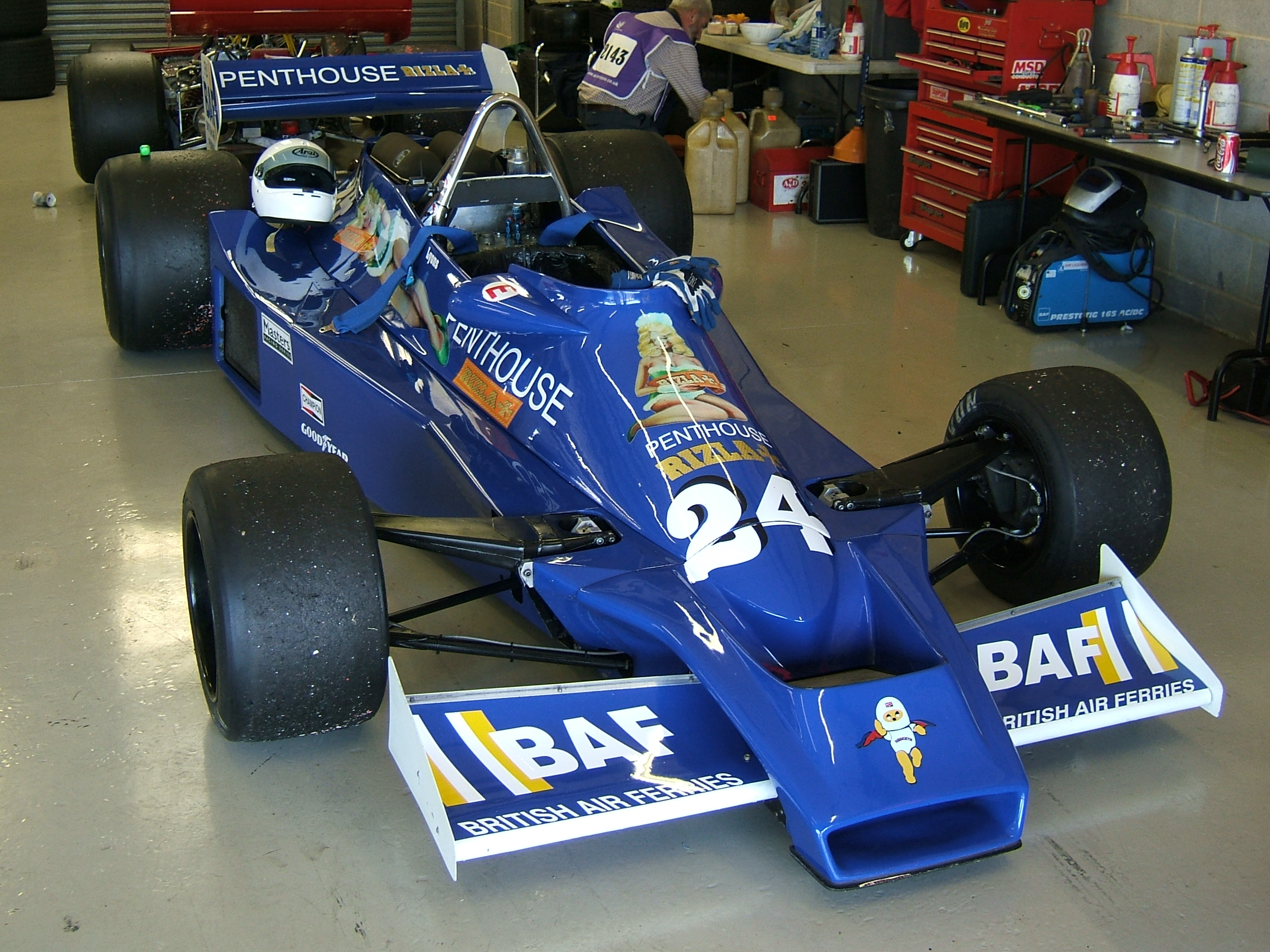
En formel 1-bil från 1977, med reklam för Penthouse.

Tidningen kombinerar artiklar om livsstil och mode med pornografiska bilder av kvinnor. Dessa var fram till 1990-talet i form av mjukpornografi i stil med tidningskonkurrenten Playboy och därefter som hårdpornografi.
Tidningens utvikningsbrudar är kända som Penthouse Pets, vilket kan jämföras med Playboys motsvarighet playmates. De porträtteras ofta bärandes ett halsband med ett smycke i form av en stiliserad nyckel, vilken inkluderar både planeterna Mars och Venus symboler i sin design.